# Mifune
Mifune (Mifunes Sidste Sang en danés, literalmente: La última canción de Mifune) es una película danesa del director Søren Kragh-Jacobsen. Obtuvo el Oso de plata Gran premio del jurado en Berlín en 1999. Kragh-Jacobsen, el director, es uno de los fundadores de Dogma 95.

## Sinopsis
Kresten se ha mudado de la granja de sus padres en una pequeña isla a Copenhague para poder desarrollar su carrera laboral. Al morir su padre, Kresten vuelve a la granja donde no han cambiado demasiadas cosas desde que él se fue. Él pone un anuncio en el periódico local para buscar ayuda para mantener la granja y cuidar de su hermano que es deficiente mental. Una prostituta, Liva, que está intentando huir de llamadas telefónicas molestas, accede a la oferta. Pero alejarse del pasado no es fácil.